# RAMPART-A
RAMPART-A — кодовое название для глобальной программы массового наблюдения и радиоэлектронной разведки, возглавляемой Агентством национальной безопасности США (АНБ). Цель программы — «получить доступ к высокопроизводительным международным волоконно-оптическим кабелям, которые проходят через основные хабы по всему миру».
АНБ тайно сотрудничает со странами-партнерами, которые размещают оборудование США и обеспечивают доступ к оптоволоконным кабелям. В 2013 году программа имела «доступ к более чем 3 Терабитам в секунду потоковой передачи данных по всему миру и охватывала все коммуникационные технологии, такие как голос, факс, телекс, модемные соединения, почтовые сервисы, интернет-мессенджеры, виртуальные частные сети (VPN), передача голоса по IP (VoIP) и записи голосовых вызовов", и, в общей сложности, в программе участвовали 37 стран-партнеров, включая 17 государств-членов Европейского союза.
Существуют два условия партнерства между АНБ и страной-партнером для заключения соглашения. Во-первых, страны-партнеры обязуются не использовать технологию АНБ для сбора каких-либо данных о гражданах США. Во-вторых, АНБ не будет использовать доступ, предоставленный им в странах-партнерах, для сбора данных о гражданах принимающих стран. Хотя эти условия имеют исключения, АНБ не указывает, какими являются эти исключения. По словам Эдварда Сноудена, эти соглашения между АНБ и его странами-партнерами являются расплывчатыми и легко обходятся.
Программа была обнародована в июне 2014 года датской газетой Dagbladet Information и The Intercept. Обнародование программы было основано на утечках информации от бывшего сотрудника АНБ Эдварда Сноудена.
Согласно секретному брифингу АНБ, проведенному в 2010 году, RAMPART-A использовался во всех аналитических и производственных линиях АНБ, а в предыдущем году (2009) было написано более 9000 разведывательных отчетов, основанных исключительно на данных RAMPART-A.
В период с 2011 по 2013 год стоимость программы составила около 170 миллионов долларов. Программа начала работу в 1992 году.
XKeyscore интегрирован в архитектуру программы.

## Партнеры
По уровню сотрудничества страны-партнеры делятся на две группы: «Второй» и «Третий».
Для принимающей страны-партнера США предоставляют инструменты и оборудование для обработки и анализа, что означает, что страны-партнеры могут использовать инструменты АНБ для обработки и анализа данных, которые поступают в их страну и из неё. Вероятно, что не в каждой стране-партнере есть площадки RAMPART-A.
В 2013 году АНБ создало как минимум 13 площадок RAMPART-A, девять из которых находились в активном состоянии. Три крупнейших площадки, AZUREPHOENIX, SPINNERET и MOONLIGHTPATH, собирают трафик с более 70 различных кабелей или сетей.
Страны-партнеры второго уровня (партнеры Five Eyes):
- Австарлия
- Канада
- Новая Зеландия
- Великобритания

Страны-партнеры третьего уровня:
- Алжир
- Австрия
- Бельгия
- Хорватия
- Чехия
- Дания
- Эфиопия
- Финляндия
- Франция
- Германия
- Греция
- Болгария
- Индия
- Израиль
- Италия
- Япония
- Иордания
- Южная Корея
- Македония
- Нидераланды
- Норвегия
- Пакистан
- Польша
- Румыния
- КСА
- Сингапур
- Испания
- Швеция
- Тайвань
- Таиланд
- Тунис
- Турция
- Объединенные Арабские Эмираты